# Ian Maddieson
Ian Maddieson (* 1. September 1942 in Watford; † 2. Februar 2025) war ein amerikanischer Linguist, der an der University of California, Berkeley und an der University of New Mexico lehrte. Maddieson war ein renommierter Phonetiker, der zusammen Peter Ladefoged 1995 das Standardwerk Sounds of the World’s Languages publizierte. 

## Schriften
- Peter Ladefoged, Ian Maddieson: The Sounds of the World’s Languages. Blackwell, Oxford 1996, ISBN 0-631-19814-8.